# Rōya-bugyō
Rōya-bugyō (牢屋奉行) est un poste au sein du gouvernement japonais du shogunat Tokugawa, responsable de l'administration des prisons. Cette fonction héréditaire est réservée au clan Ishide, le chef de chaque génération prenant le nom de Ishide Tatewaki (石出帯刀). Les devoirs du rōya-bugyō incluent la présence aux exécutions, l'assignation des témoins pour les affaires judiciaires et l'assistance aux audiences, ainsi que la supervision générale du système pénitentiaire Tokugawa (en particulier la prison principale à Kodenma-chō).
La résidence officielle des rōya-bugyō est immédiatement adjacente à la même prison, à Kodenma-chō 1-chōme.